# Železniční trať Novi Sad – Orlovat

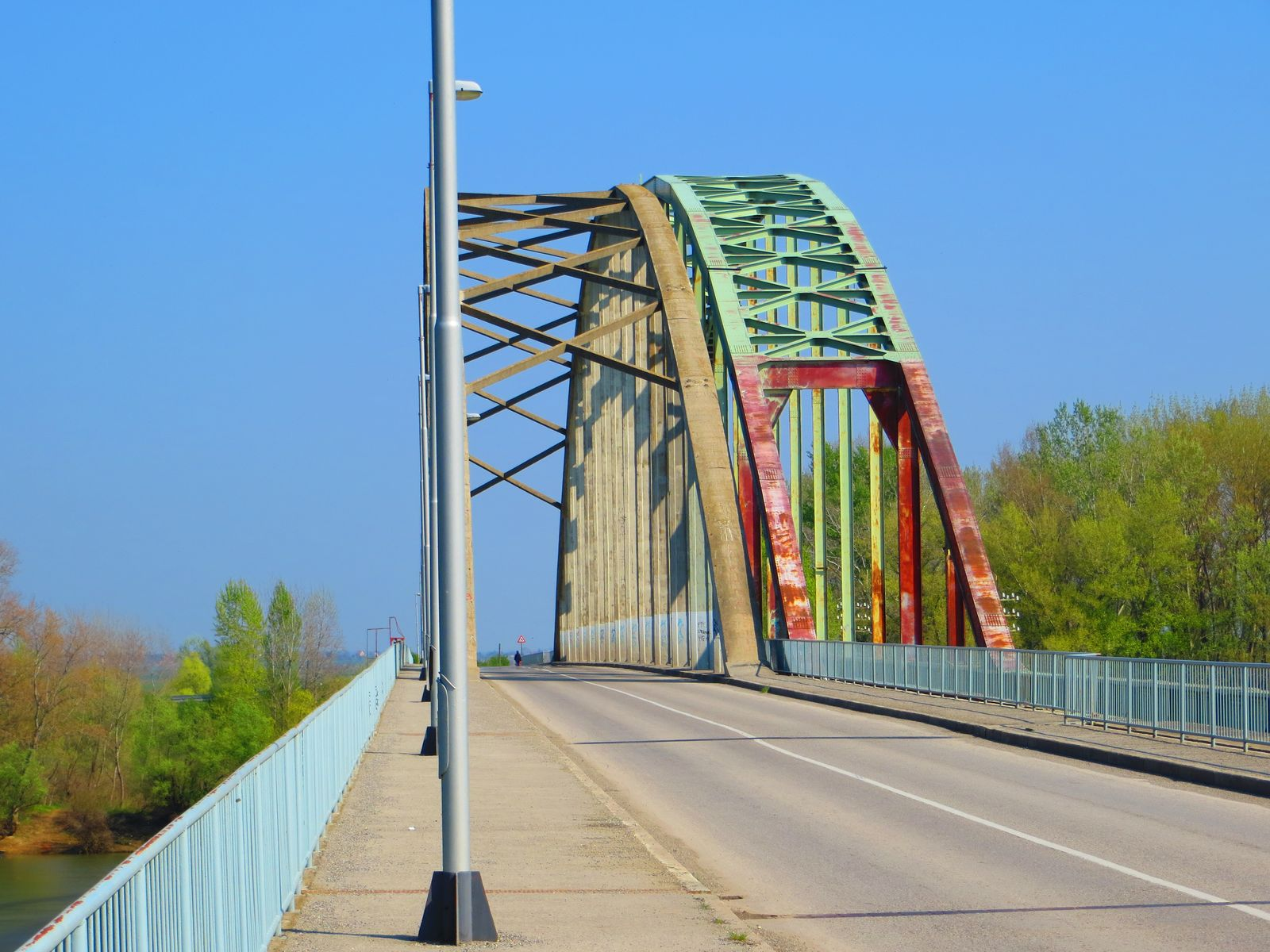
trať překonávající řeku Tisu (vpravo) u města Titel.

Železniční trať Novi Sad–Orlovat (srbsky Железничка пруга Нови Сад–Орловат), evidovaná pod číslem 31, se nachází ve východní části Vojvodiny v Srbsku. Jednokolejná neelektrizovaná trať, která není v současné době užívána, má délku 65 km. Je vedena západo-východním směrem v rovinaté krajině. U města Titel překonová po mostě řeku Tisu. 

## Historie
Trať byla zprovozněna 2. července 1899. Trať měla umožnit spojení menších měst v oblasti Bačky a jižního Banátu s hlavní tratí, která vedla mezi Zemunem a Budapeští. Trať byla vybudována s velmi nízkými náklady a dovolovala maximální cestovní rychlost mezi 35-50 km/h. Umožnila však rozvoj průmyslu a také města Titel, pro který byla životně důležitou komunikací.
Až do 70. let 20. století sloužila velmi dobře jak pro osobní, tak i nákladní dopravu. Ještě v první polovině 70. let zde bylo přepraveno na 30 tisíc cestujících ročně. 
V roce 2016 byla trať předmětem rozhodnutí vojvodinské vlády ohledně zrušení nerentabilních místních tratí na území Vojvodiny.

## Stanice
- Novi Sad
- Kać
- Budisava
- Šajkaš
- Vilovo
- Lok
- Titel
- Perlez
- Orlovat